# Caribbean Environmental Health Institute
Het Caribbean Environmental Health Institute (CEHI) was een instelling van de Caricom. De hoofdvestiging bevond zich in Castries in Saint Lucia. Sinds 2013 valt het CEHI onder de Caribbean Public Health Agency (CARPHA). Het instituut richtte zich op verschillende gezondheidsgebieden, met name rond thema's als milieu, waterbronnen en afval.
Het CEHI werd in 1979 opgericht tijdens een conferentie van ministers van Volksgezondheid van de Caricom. Het werd opgericht als een project en werd in 1988 omgezet naar een juridische entiteit met vestiging in Saint Lucia.

## Aangesloten landen
Suriname overwoog rond 2008 lidmaatschap van de CEHI. De volgende landen lid:
- Antigua en Barbuda
- Bahamas
- Barbados
- Belize
- Britse Maagdeneilanden
- Dominica
- Grenada
- Guyana
- Jamaica
- Montserrat
- Saint Kitts en Nevis
- Saint Lucia
- Saint Vincent en de Grenadines
- Trinidad en Tobago
- Turks- en Caicoseilanden